# O-goshi

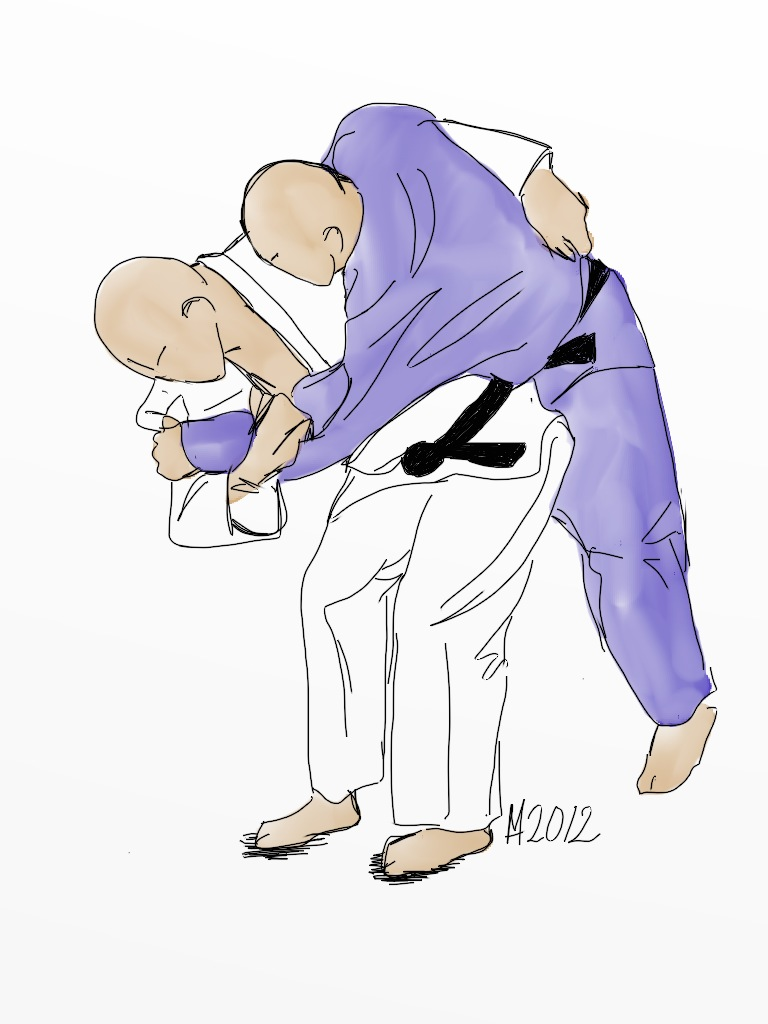
Illustratie van de uitvoering van o-goshi

O-goshi (Japans: 大腰, grote heup) is een van de 40 oorspronkelijke worpen van judo ontworpen door Jigoro Kano. Ze behoort ook tot de 67 huidige worpen van het Kodokan judo. 
Deze werptechniek valt onder de heupworpen of koshi-waza. In het Nederlands wordt de worp ook wel aangeduid met de term "grote heupworp".

## Uitvoering
Hieronder wordt de rechtshandige uitvoering beschreven
- Tori trekt uke uit evenwicht.
- Tori plaatst de rechterhand op de onderrug van uke en plaatst in dezelfde beweging zijn rechterheup voorbij de rechterheup van uke, de knieën gebogen
- Tori strekt de benen en buigt voorover en heft zo uke van de grond.
- Simultaan maakt tori een draaiende beweging met het bovenlichaam en werpt uke over zijn heup.

Bij deze worp wordt uke helemaal van de grond gelicht, in tegenstelling tot de gelijkaardige worp Uki-goshi. 